# 塹江氏
塹江氏（ほりえし）は、日本の氏族。土佐藩の士族の姓。
越前国領主朝倉氏の孫（室・堀江氏の娘）が五藤浄基の妻となり、その息子で安芸城主である五藤為重の孫、五藤金八郎十三郎忠太が堀江姓継承の命を受け、堀江徳太夫為正と改名し土佐藩家老五藤家別家堀江家としたものである。
各世代によって「塹江」と記載したり「堀江」と記載するが、堀江徳太夫為正を一代目とすると、二代目は「堀江」、三代目「塹江」、四代目「掘江」、五代目以降は「塹江」で統一されている（現在11代目）
塹江家墓は高知県安芸市の安芸城横の安芸川北横手墓地の頂点に存在する（安芸市立歴史民俗資料館保管文献）

## 関係人物
- 堀江利真
- 堀江景用
- 朝倉氏
- 五藤浄基
- 五藤為浄
- 五藤為重
- 五藤光学研究所
- 五藤存知
- 塹江誠夫